# (464263) 2015 FE53
(464263) 2015 FE53 es un asteroide perteneciente al cinturón de asteroides, descubierto el 3 de marzo de 2000 por el equipo Spacewatch desde el Observatorio Nacional de Kitt Peak (Arizona, Estados Unidos).